# Міхієнко Валентин Олександрович
Міхієнко Валентин  Олександрович (нар. 6 вересня 1989, м. Дніпро) — український гуморист, актор, комік, блогер, імпровізатор, телеведучий.

## Ранні роки
Валентин Міхієнко народився 6 вересня 1989 року у місті Дніпро, Україна у родині лікарів. Середню освіту майбутній гуморист здобував у СБШ № 23. У 2006 році вступив до Дніпровського державного медичного університету за спеціальністю патологічна анатомія. Після завершення навчання Валентин переїхав до Києва.

## Кар'єра
У місті Дніпро, в студентські часи, Валентин брав участь у багатьох лігах КВК, такі як КаВуН, Дніпропетровська ліга та багато інших. 
Команда Крупа була заснована приблизно 2007-2008 року, командою однодумців студентів. 
Команда показувала хороший рівень гумору, та брала переможні місця. 
Далі слідував переїзд до Києва з друзями та творча робота для каналу СТБ. 
У Києві гуморист почав писати власні жарти. Паралельно працював на знімальному майданчику комедійного серіалу «Коли ми вдома» телеканалу СТБ.[джерело?] Пізніше батьки гумориста важко захворіли, тому він був змушений повернутися назад до Дніпропетровська. У рідному місті відкрив бар та працював телеведучим на 34 каналі. На жаль, хвороба батьків призвела до їхньої втрати, тому гуморист взяв паузу в роботі на певний час.

Після повернення до Києва зібрав команду «Крупа» знову, та взяв участь у гумористичному проєкті «Ліга Сміху» на телеканалі 1+1. Того ж року Валентин Міхієнко пройшов кастинг до нового шоу від студії «Квартал 95» Improv Live Show на Новому каналі. Після завершення участі у Лізі Сміху, гуморист разом з колегами по команді створив YouTube-канал «Леви на джипі». Станом на листопад 2022 найбільше переглядів на каналі налічує випуск № 2 шоу «Подкаты» (3,8 млн).
Я закоханий у цей проєкт усією душею. Імпровізація — це неймовірний гумористичний жанр: ти або смішний, або ні. Не треба вчити тексти, не треба заздалегідь придумувати жарти. Просто виходь і грай, а глядач вирішить, який ти комік. Єдине моє побоювання — чи не «з'їсть» телевізор ту енергетику і легкість, що панує на концертах….
У 2018 році стартувало нове гумористичне шоу від студії «Квартал 95» — Жіночий квартал, у якому гуморист взяв участь у ролі актора.[джерело?]

## Громадська діяльність
З початком повномасштабного вторгнення Росії в Україну, 24 лютого 2022 року, Валентин разом з колегами з YouTube-каналу Леви на Джипі створив благодійний фонд «Леви на джипі (LNJ Fund)». Діяльність фонду зосереджена передовсім на зборі коштів для допомоги військовим. На момент створення статті (27 жовтня 2022 року) фонд допоміг закупити: 39 автівок, 50 дронів, 82 рації, 74 тепловізори, 200 бронежилетів, 90 шоломів тощо.

## Телепроєкти
- Improv Live Show
- Жіночий квартал
- Ліга Сміху
- Коли ми вдома
- Хто зверху?
- Розсміши коміка
- леви на джипі

## Цікаві факти
- Попри медичну освіту, гуморист страждає на дентофобію (страх відвідування стоматологів). Причиною цього страху Валентин вважає невдалий досвід відвідування стоматологів у дитинстві.[1]